# Isokaze (Schiff, 1940)
Die Isokaze (japanisch 磯風 ‚Küstenwind‘) war ein Zerstörer der Kagerō-Klasse der Kaiserlich Japanischen Marine, der im Zweiten Weltkrieg zum Einsatz kam.

## Geschichte

### Bau
Der Bauauftrag für die spätere Isokaze wurde im Rahmen des 3. Kreis-Bauprogramms (Maru 3 Keikaku) von 1937, als Baunummer 28, an die Marinewerft in Sasebo vergeben. Diese legte den Rumpf am 25. November 1938 auf Kiel und das zu Wasser lassen erfolgte am 19. Juni 1939. Die Indienststellung erfolgte am 30. November 1940 unter dem Kommando von Kaigun-chūsa (Fregattenkapitän) Shirahama Masashichi.

### Nach Indienststellung
Nach einer Fahrt zu den Kurilen war die Isokaze am 7. Dezember 1941 Bestandteil der Kidō Butai, die den Angriff auf Pearl Harbor ausführte. Im Januar 1942 eskortierte sie die Trägerflotte zu Einsätzen bei Truk und Rabaul. Bei der japanischen Expansion in Südostasien wurde die Isokaze im weiteren Verlauf des Jahres vor allem dort eingesetzt. Bei der Schlacht um Midway, Anfang Juni, war sie eines der Begleitschiffe des Flugzeugträgers Sōryū und beteiligte sich zusammen mit dem Zerstörer Hamakaze an der Rettung der Überlebenden.

### Schlacht bei den östlichen Salomonen
Mitte Juli erfolgte die Verlegung zur dritten Flotte. Im August übernahm die Isokaze die Aufgabe des Schutzschiffes für den Schweren Kreuzer Chōkai, mit dem sie am 23. August bei den Salomon-Inseln eintraf. Am nächsten Tag beteiligte sie sich an der Bombardierung des von den Amerikanern eroberten Flugfelds Henderson Field auf Guadalcanal. Während der Schlacht bei den Ost-Salomonen und an den Folgetagen eskortierte die Isokaze einen Truppentransport. Anfang September verlegte sie nach Rabaul, um anschließend japanische Soldaten von Goodenough Island zu evakuieren. Bei den folgenden amerikanischen Luftangriffen wurde sie leicht beschädigt, und die Evakuierung musste abgesagt werden. Ende September lief die Isokaze zusammen mit dem Zerstörer Mochizuki zur Insel Normanby, um dort Überlebende des Zerstörers Yayoi aufzunehmen.

### Schlacht bei den Santa-Cruz-Inseln
Bei der Schlacht bei den Santa-Cruz-Inseln fuhr die Isokaze am 26. Oktober Geleitschutz für die Vorhut-Flotte von Admiral Abe Hiroaki. Anfang November verlegte sie nach Japan, um einige Reparaturen auszuführen. Nach dem Wechsel des Kommandos an Kaigun-Shōsa Kamiura Sumiya begab sich die Isokaze nach Truk und Rabaul, wo sie Ersatztruppen aus Japan anlandete. Bis Ende des Jahres wurde sie hauptsächlich zu weiteren Truppentransporten eingesetzt und am 10. Januar 1943 war sie an der Versenkung des amerikanischen U-Boots USS Argonaut beteiligt, das in der Nähe von Neubritannien von Wasserbomben und Granaten getroffen wurde. Die Isokaze nahm anschließend an einigen Fahrten des Tokyo Express in den Salomonen teil. Bei einer Truppenevakuierung von den Russell Islands kamen zehn ihrer Besatzungsmitglieder ums Leben, als das Schiff am 8. Februar während einer amerikanischen Luftattacke einen direkten Bombentreffer erhielt. Bis zum 2. März wurde die Isokaze in Rabaul und anschließend auf Truk instand gesetzt. Nach wiederholten Konvoifahrten war sie am 17. und 18. August bei der Schlacht vor Horaniu in Gefechten mit amerikanischen Zerstörern verwickelt und während des japanischen Rückzugs von den Salomonen auch in der Schlacht bei Vella Lavella am 6. und 7. Oktober.

### Schlacht im Leyte-Golf
Anfang November lief die Isokaze bei Kavieng auf eine Mine und wurde dabei leicht beschädigt. Bei der folgenden Reparatur in Kure erhielt die Isokaze anstelle des hinteren X-Geschützturmes zwei 2,5-cm-Drillingsgeschütze eingebaut. Anfang bis Mitte 1944 war sie an einigen Konvoifahrten in Südostasien beteiligt und auch an der Schlacht in der Philippinensee, bei der sie Überlebende des torpedierten Trägers Taihō aufnahm. Vom 23. bis zum 25. Oktober nahm sie als Bestandteil des Ablenkungsmanövers unter Admiral Kurita Takeo an der See- und Luftschlacht im Golf von Leyte teil. In der Schlacht vor Samar attackierte sie einige US-Geleitträger mit Torpedos und war an der Versenkung des Zerstörers USS Johnston beteiligt. Die Isokaze und die Yukikaze waren die einzigen Zerstörer unter Admiral Kuritas Kommando, die die Schlacht überstanden. Sie liefen danach Brunei an. Von dort aus unterstützte die Isokaze die Truppentransporte vom 9. bis zum 10. November nach Leyte und begab sich danach in die japanische Inlandsee.

### Begleitschutz für Shinano
Der Zerstörer bildete zusammen mit den Zerstörern Yukikaze und Hamakaze den Begleitschutz für den Flugzeugträger Shinano als dieser am 29. November 1944 von einem US-U-Boot versenkt wurde.

### Untergang vor Okinawa
Als am 6. April 1945 die Yamato zu ihrer Fahrt nach Okinawa aufbrach (Operation Ten-gō), war die Isokaze eines ihrer Begleitschiffe. Am 7. April erfolgte der amerikanische Luftangriff auf das Schlachtschiff, bei dem auch die Isokaze schwer getroffen wurde. Nach einem Nahtreffer am Bug konnte sie nicht mehr gesteuert werden. 20 Besatzungsmitglieder wurden getötet und 54 verwundet. Die Yukikaze konnte 285 Überlebende aufnehmen. Sie versenkte die Isokaze anschließend mit ihren Bordgeschützen etwa 240 Kilometer südwestlich von Nagasaki.
Am 8. Februar 2018 wurde das Wrack gefunden.